# Nemertoderma
Genre
Nemertoderma est un genre de némertodermatides de la famille des Nemertodermatidae, des vers marins microscopiques.

## Liste des espèces
Selon World Register of Marine Species (5 janvier 2016) :
- Nemertoderma bathycola Steinböck, 1930
- Nemertoderma westbladi Steinböck, 1938

## Publication originale
- Steinbock, 1930 : Ergebnisse einer von E. Reisinger & O. Steinbock mit hilfe des Rask-Örsted fonds durchgefuhrten Reise in Grönland 1926. 2. Nemertoderma bathycola nov. gen. nov. spec., eine eigenartige Turbellarie aus der Tiefe der. Diskobay; nebst einem Beitrag zur Kenntnis des Nemertinenepithels. Vidensk Medd Dan Naturhist Foren, vol. 90, p. 47-84.